# Interstate 172
Pour les articles homonymes, voir Route 172.
L'Interstate 172 (I-172) est une autoroute de l'I-72 qui se trouve entièrement en Illinois. L'autoroute suit un tracé du sud vers le nord depuis son terminus sud à l'I-72 jusqu'à son terminus nord à la jonction avec la US 24 où elle devient la IL 110.

## Description du tracé
L'I-172 débute à un échangeur avec l'I-72 / US 36, environ cinq miles (8,0 km) à l'est de Hannibal, Missouri, avant d'entrer dans le comté d'Adams. L'I-172 arrive dans la région de Quincy à la jonction avec la IL 96, passant par l'est de la ville. L'I-172 se termine au nord-est de Quincy, à la jonction avec la US 24. La route continue vers le nord comme IL 110 / IL 336 (Chicago–Kansas City Expressway).

## Liste des sorties
| Interstate 172 |                     |       |       |        | |                                                            |
| Comté          | Municipalité        | mi    | km    | Sortie | Intersections / Destinations                                                                            | Notes                                                      |
| Pike           | Levee Township      | 0,00  | 0,00  | 0      | I-72 / US 36 / IL 110 (CKC) (en) ouest / Great River Road (en) sud – Springfield, Hannibal, Kansas City | Sortie 4 (direction est) et 4A (direction ouest) de l'I-72 |
| Adams          | Fall Creek Township | 3,18  | 5,12  | 2      | IL 57 (en) – Marblehead, Quincy                                                                         |                                                            |
| Adams          | Melrose Township    | 10,52 | 16,93 | 10     | IL 96 (en) (Payson Street, 36th Street) – Quincy                                                        |                                                            |
| Adams          | Quincy              | 14,47 | 23,29 | 14     | IL 104 (en) / Broadway – Quincy                                                                         |                                                            |
| Adams          | Ellington Township  | 15,90 | 25,59 | 15     | Columbus Road, Wismann Lane                                                                             |                                                            |
| Adams          | Ellington Township  | 19,69 | 31,69 | 19     | US 24 vers IL 96 (en) – Mount Sterling, Keokuk                                                          |                                                            |
| Adams          | Ellington Township  |       |       |        | IL 110 (CKC) (en) est / IL 336 (en) nord – Carthage, Macomb                                             | Continue au-delà de la US 24                               |
|                |                     |       |       |        | |                                                            |